# Château de Roquefère
Le château de Roquefère est un château situé à Roquefère, en France.

## Localisation
Le château est situé sur la commune de Roquefère, dans le département français de l'Aude.

## Historique
L'édifice est inscrit au titre des monuments historiques en 1985.